# Laura Rizzotto
Laura de Carvalho Rizzotto (Rio de Janeiro, 18 de julho de 1994) é uma cantora, compositora, pianista e violonista letã-brasileira. Ela lançou seu primeiro álbum de estúdio, Made in Rio, em 2011, através da gravadora Universal Music Brasil, que inclui sua single "Friend in Me". Em 2014, ela lançou de forma independente seu segundo álbum de estúdio Reason to Stay, e também o EP RUBY, em 2017.
Rizzotto representou a Letónia no Festival Eurovisão da Canção 2018 em Lisboa, Portugal, com a canção "Funny Girl".

## Biografia
Nascida no Rio de Janeiro, tem um irmão chamado Lucas. Seu pai é um brasileiro de origem letã e italiana, a mãe dele nasceu em Liepāja e cresceu em Riga, e o pai foi um professor italiano nascido em Belluno que emigrou para o Brasil no início do século XX. Sua mãe é uma brasileira de ascendência portuguesa.
Sua família mudou-se aos Estados Unidos em 2005, e estabeleceram-se em Edina, Minnesota. Passou seus anos entre o Rio de Janeiro e os Estados Unidos. Depois do instituto, começou a frequentar a Berklee College of Music de Boston. Em 2013, Rizzotto mudou-se a Los Angeles para estudar no Instituto das artes de Califórnia, graduando-se em artes musicais. Em 2014, mudou-se para Nova Iorque e fez um mestrado em música na Universidade de Columbia.

## Carreira
Laura Rizzotto é uma cantora e compositora brasileira/letoniana com mais de 100 canções originais publicadas, a maioria com letras em inglês. Multi-instrumentista, Laura recebeu as primeiras aulas de piano clássico aos 9 anos de idade e aos 11, compôs a sua primeira balada, “Reason Why”, quando residia na cidade de Edina, em Minnesota, nos Estados Unidos. Aprendeu a tocar violão e ukulele sozinha e tem 7 anos de formação como bailarina na Escola de Danças Maria Olenewa,  do Teatro Municipal do Rio de Janeiro.
Carioca de Ipanema, Laura começou a se apresentar profissionalmente aos 15 anos,  cantando as próprias canções  na noite do Rio de Janeiro. Aos 16, assinou o primeiro contrato para gravação de CD autoral com a Universal Music do Brasil, após um executivo da gravadora assistir o seu show na lendária  Modern Sound,  em Copacabana.
O álbum de estreia, “Made in Rio”, lançado no Brasil no final de 2011, foi elogiado pela crítica especializada e amplamente noticiado na mídia nacional. “Made in Rio” foi produzido pelo britânico Paul Ralphes e contou com a participação especial do maestro Eumir Deodato, que assinou a produção da faixa “Who You Are”. Laura promoveu “Made in Rio” em uma sequência de shows no Rio de Janeiro e em São Paulo. O single “Fish Out Of Water” entrou para a trilha sonora da novela Malhação, da Rede Globo, em 2012.
Em abril de 2012, Laura abriu o principal show da cantora Demi Lovato no Credicard Hall de São Paulo, para 7 mil pessoas. Logo após, recebeu bolsa de estudos para estudar na Berklee College of Music, em Boston. A  jovem compositora decidiu interromper a carreira promissora no Brasil  e se mudar para os EUA, para aperfeiçoar-se tecnicamente e cursar bacharelado em Música. Durante os estudos em Berklee, figurou permanentemente na Dean’s list (lista dos melhores alunos da faculdade) e participou de vários programas de rádio e TV,  em Massachusetts.
Em Junho de 2013, Laura foi a artista convidada do 2013 International Pow Wow Expo, no Las Vegas Convention Center, onde se apresentou para uma platéia de 6.000 agentes de viagem dos Estados Unidos e 70 outros países.
Laura se mudou para Los Angeles, California, para gravar o segundo álbum autoral, “Reason To Stay”, lançado em 16 de janeiro de 2014. O álbum foi produzido em Los Angeles e Tóquio pelo cipriota Nicolas Farmakalidis  e masterizado pelo engenheiro de som Brad Blackwood, vencedor de vários Grammys norte-americanos.
O lançamento  de “Reason To Stay” foi simultâneo ao do projeto” Save The Music Tree”, destinado a promover a educação ambiental e o reflorestamento do Pau Brasil. Conhecido internacionalmente como “the Music Tree” (árvore da Música),  em razão de ser a matéria prima mais cobiçada no mundo para a manufatura de arcos para instrumentos de corda, o Pau Brasil encontra-se ameaçado de extinção. Laura está envolvida com o reflorestamento da árvore desde a infância e já participou de diversas campanhas que resultaram na disseminação de mais de 100 mil mudas da espécie na costa brasileira.
Bacharel em Artes pela California Institute of the Arts,  Laura se mudou para Nova Iorque para cursar mestrado em Música,  na Columbia University. Em Novembro de 2015, lançou o single “Miracle”, um tributo as vítimas de acidentes de transito. A canção foi apresentada pela compositora ao vivo,  no Congresso Nacional brasileiro, em Brasília, na Segunda Conferencia de Alto Nível Global sobre  Segurança no Transito das Nações Unidas.  O videoclipe de “Miracle” foi produzido pelo you tuber e videomaker  André Pilli, com quem já fez várias colaborações.
Em abril de 2017,  foi moderadora  do painel de  Cultura e Música da Brazil Conference, na Harvard University,  que contou com a participação dos virtuosos Gilberto Gil e Yamandu Costa.
Em 2016 e 2017,  Laura foi contratada pela Sony Music para trabalhar como vocal coach  para a superstar Jennifer Lopez, em sua preparação para colaborações com artistas brasileiros. Laura completou o seu mestrado em Música na Columbia University,  em maio de 2017.
Em Abril de 2018, a compositora escreveu e lançou sua primeira trilha sonora para uma experiência de realidade virtual chamada “Where Thoughts Go”. O projeto recebeu vários prêmios e foi exposto em vários festivais nos EUA e na Europa, incluindo o Tribeca Film Festival em Nova Iorque, um dos festivais de filme de maior prestígio nos EUA.
Na mesma época, Laura representou a Letônia ano Riga Jazz Festival e compartilhou o palco com o virtuoso do jazz, Michael Pipoquinha. A cantora também já se apresentou na ONU, em NYC, onde cantou sua música autoral “Miracle”, uma homenagem às vítimas de trânsito.
Em 2018, Laura foi a vencedora do music reality show Supernova, uma competição musical nacional na Letônia para escolher quem representaria o país na Eurovisão, o maior festival de música do mundo. Laura, como vencedora, viajou pela Europa divulgando sua música ganhadora, “Funny Girl”, e participou da Eurovisão em Lisboa em Maio de 2018, cantando para uma arena de 20,000 pessoas e para uma audiência de mais de 100 milhões de espectadores.
Logo depois, a carioca lançou seu primeiro EP, “RUBY”.  Após o lançamento, Laura se mudou para Los Angeles, California, aonde atualmente mora, para trabalhar em novos projetos musicais e gravar seu terceiro album autoral.
Em 2019, Laura fez história com seu novo single “One More Night”, que foi lançado  com performance holográfica.  Rizzotto foi convidada pela Metastage, uma companhia de tecnologia na California, para ser a artista em destaque do lançamento oficial de seu novo aplicativo de realidade aumentada. O aplicativo inclui performances holográficas de duas músicas autorais da artista: “One More Night”, e “Funny Girl”, a canção escolhida para representar a Letônia em 2018 na Eurovisão. Laura e sua irmã, Carolina, que co-produziu o projeto, deixaram sua marca na história, tornando a carioca a primeira artista no mundo a lançar uma música nova com uma performance volumétrica.
Em 2020, Laura Rizzotto se tornou membro votante da prestigiosa Recording Academy, conhecida pelos Grammy Awards. A artista agora poderá votar para os Grammys, assim como indicar artistas para serem nomeados, submeter músicas e artistas para serem considerados pela associação e ter acesso a eventos privados da academia.
A artista no momento está trabalhando num projeto que mistura idiomas, e divide seu tempo entre o Brasil e os EUA para sua carreira.

## Discografia

### Álbuns de estudo
| Título         | Detalhes de álbum                                                                                     | Melhor posto em rankings |
| Título         | Detalhes de álbum                                                                                     | BRA                      |
| -------------- | --- | ------------------------ |
| Made in Rio    | - Lançamento: 15 agosto 2011 - Assinatura: Brasil de Música Universal - Formato: CD, descarga digital | —                        |
| Reason to Stay | - Lançamento: 16 janeiro 2014 - Assinatura: Independente - Formato: CD, descarga digital              | —                        |

### EPs
| Título | Detalhes do EP                                                                | Melhor posto em rankings |
| Título | Detalhes do EP                                                                | BRA                      |
| ------ | ----------------------------------------------------------------------------- | ------------------------ |
| RUBY   | - Lançamento: 30 outubro 2017 - Assinatura: Independente - Formato: Streaming | —                        |

### Singles
| Título                         | Ano  | Álbum          |
| ------------------------------ | ---- | -------------- |
| "Friend in me"                 | 2011 | Made in Rio    |
| "Reason to Stay"               | 2014 | Reason to Stay |
| "Teardrops"                    | 2014 | Reason to Stay |
| "Love It (The World Cup Song)" | 2014 | =              |
| "The High"                     | 2017 | RUBY           |
| "Cherry on Top"                | 2017 | RUBY           |
| "Rede Flags"                   | 2017 | RUBY           |
| "Funny Girl"                   | 2017 | =              |
| "Bonjour"                      | 2018 | RUBY           |
| "Tightrope"                    | 2019 | =              |
| "One more night"               | 2019 | =              |
| "Ross & Rach"                  | 2020 | =              |
| "Strangers"                    | 2021 | =              |
| "On my mind"                   | 2021 | =              |
| "Papaya"                       | 2023 | =              |
| "Papaya (Carioca Version)      | 2023 | =              |
| "Symptoms"                     | 2024 | =              |
| "RomCom"                       | 2024 | =              |
| "Easy"                         | 2025 | =              |